# Peter Post
Pour les articles homonymes, voir Post.
Peter Post est un coureur cycliste néerlandais, pistard et routier, né à Amsterdam le 12 novembre 1933 et mort le 14 janvier 2011 à Amstelveen,.

## Biographie
En 1964, en gagnant Paris-Roubaix à 45,129 km/h de moyenne, il devient détenteur du record du Ruban jaune, record de vitesse sur une course en ligne de plus de 200 kilomètres. Il le garde jusqu'en 1975, année où ce record est battu par Freddy Maertens lors de Paris-Bruxelles.
Il fut directeur sportif de 1974 à 1994, de la même équipe, même si celle-ci changea de nombreuses fois de sponsors (Ti-Raleigh, Panasonic ou Novemail).
Il meurt le 14 janvier 2011 à 77 ans et est enterré au cimetière de Zorgvliet à Amsterdam. 
Depuis 2011, le Peter Post Carrièreprijs est un prix spécial récompensant la carrière d'un coureur ou d'une équipe néerlandais.

## Palmarès sur piste

### Record du monde
- 1962 : Recordman du monde (piste couverte) sur 5 km en 6 min 7 s 30

### Championnats du monde
- Paris 1958
  - 4e de la poursuite

- Zurich 1961
  - 4e de la poursuite

- Milan 1962
  -  Médaillé de bronze de la poursuite

- Rocourt 1963
  -  Médaillé d'argent de la poursuite

- Anvers 1969
  -  Médaillé de bronze de la poursuite

### Six Jours
Peter Post a remporté 65 courses de six jours :
- 1957 : Chicago
- 1959 : Münster (avec Lucien Gillen), Anvers (avec Gerrit Schulte et Klaus Bugdahl), Bruxelles (avec Gerrit Schulte)
- 1960 : Berlin, Gand (avec Rik Van Looy), Anvers (avec Jan Plantaz et Gerrit Schulte)
- 1961 : Anvers (avec Willy Vannitsen et Rik Van Looy), Cologne, Bruxelles, Gand (avec Rik Van Looy)
- 1962 : Anvers (avec Rik Van Looy et Oscar Plattner), Berlin, Dortmund (avec Rik Van Looy)
- 1963 : Cologne, Zurich, Bruxelles (avec Fritz Pfenninger), Milan (avec Ferdinando Terruzzi)
- 1964 : Anvers (avec Noël Foré et Fritz Pfenninger), Berlin, Bruxelles, Zürich (avec Fritz Pfenninger), Cologne (avec Hans Junkermann)
- 1965 : Berlin, Dortmund, Zürich (avec Fritz Pfenninger), Essen (avec Rik Van Steenbergen), Anvers (avec Klaus Bugdahl et Jan Janssen), Bruxelles (avec Tom Simpson)
- 1966 : Essen, Gand, Amsterdam (avec Fritz Pfenninger), Anvers (avec Jan Janssen et Fritz Pfenninger), Milan (avec Gianni Motta)
- 1967 : Berlin (avec Klaus Bugdahl), Brême, Essen, Francfort (avec Fritz Pfenninger), Anvers (avec Jan Janssen et Fritz Pfenninger), Milan (avec Gianni Motta)
- 1968 : Londres, Rotterdam (avec Patrick Sercu), Milan (avec Gianni Motta), Berlin (avec Wolfgang Schulze), Gand (avec Leo Duyndam)
- 1969 : Anvers (avec Rik Van Looy et Patrick Sercu), Dortmund, Francfort, Londres, Brême (avec Patrick Sercu), Rotterdam, Amsterdam (avec Romain De Loof)
- 1970 : Groningue (avec Jan Janssen), Brême, Cologne, Londres (avec Patrick Sercu), Zürich (avec Fritz Pfenninger et Erich Spahn), Anvers (avec Klaus Bugdahl et René Pijnen), Bruxelles (avec Jacky Mourioux)
- 1971 : Anvers (avec Leo Duyndam et René Pijnen), Berlin, Francfort, Londres, Rotterdam (avec Patrick Sercu), Grenoble (avec Alain Van Lancker)

### Championnats d'Europe
- Champion d'Europe derrière derny en 1962, 1963, 1964, 1965, 1966, 1967, 1969, 1970
- Champion d'Europe de l'américaine en 1964, 1967, 1968
- Champion d'Europe de l'omnium en 1964

### Championnats nationaux
- Champion des Pays-Bas de poursuite en 1957, 1958, 1959, 1960, 1961, 1963
- Champion des Pays-Bas de l'omnium en 1961
- Champion des Pays-Bas des 50 km contre-la-montre en 1971

## Palmarès sur route
| - 1958 - 1re étape du Tour des Pays-Bas - 2e du Tour des Pays-Bas - 1960 - Tour des Pays-Bas : - Classement général - 2ea étape - 1961 - 6e et 7e étapes du Tour des Pays-Bas - 1962 - Tour du Limbourg - Tour d'Allemagne : - Classement général - 4e étape - 4ea étape du Tour de Belgique (contre-la-montre par équipes) - Grand Prix du Parisien (contre-la-montre par équipes) - 2e du Tour de Belgique - 1963 - Champion des Pays-Bas sur route - Tour des onze villes - Classement général du Tour de Belgique - 1re étape du Tour du Nord - 2e de Harelbeke-Anvers-Harelbeke - 3e de Paris-Bruxelles - 3e de la Flèche wallonne - 3e du Circuit Mandel-Lys-Escaut - 6e de Bordeaux-Paris - 7e de Paris-Roubaix - 1964 - 3e étape de Paris-Nice (contre-la-montre par équipes) - 3ea et 3eb (contre-la-montre) étapes du Tour de Belgique - Paris-Roubaix - Circuit de la vallée de la Lys - Critérium des As - 2e du Tour de Belgique - 2e du Tour de Cologne - 3e du Grand Prix Union Dortmund - 3e de la Flèche wallonne - 5e de Paris-Luxembourg - 7e du Super Prestige Pernod | - 1965 - Grand Prix Flandria - 2e du Circuit de la Belgique centrale - 4e du championnat du monde sur route - 1966 - 3e d'À travers la Belgique - 1967 - Grand Prix d'Orchies - 2e de la Flèche wallonne - 2e de la Flèche anversoise - 2e de la Flèche de Liedekerke - 3e du Grand Prix Union Dortmund - 3e du Trophée Baracchi (avec Jo de Roo) - 6e du Tour de Suisse - 10e du championnat du monde sur route - 1968 - Flèche anversoise - 1969 - 1reb étape du Tour de Luxembourg (contre-la-montre par équipes) |  |

## Résultats sur les grands tours

### Tour de France
1 participation
- 1965 : abandon (9e étape)

## Distinctions
- Sportif néerlandais de l'année : 1963
- Cycliste néerlandais de l'année : 1963 et 1970